# Marta Larraechea
 Marta Larraechea Bolívar, née le 14 mars 1944 à Constitución, dans Province de Talca, est une assistante sociale et femme politique chilienne, épouse du président du Chili Eduardo Frei Ruiz-Tagle. Elle fut conseillère municipale de la commune de Santiago de 2000 à 2004 et Première dame du Chili de 1994 à 2000. Elle est d'origine basque. Elle est la fille de Vasco de Larraechea Herrera et Victoria Bolívar Le Fort.
Enfant, elle fréquente l'école Inmaculada Concepción à Concepción, puis étudia le secrétariat et le métier d'assistante sociale à l'Instituto Carlos Casanueva. Elle se marie le 30 novembre 1967 et de cette union naquirent quatre enfants, Verónica, Cecilia, Magdalena et Catalina. Elle est publiquement catholique. C'est une amie proche d'Hillary Clinton ainsi que de Carlos Menem.

## Résumé électoral

### Élections municipales de 2000
Élections municipales de 2000 afin d'accéder à la fonction de maire de Santiago 
| Candidats                | Parti | Votes  | %     | Résultats   |
| Joaquín Lavín Infante    | UDI   | 73.088 | 60,99 | Maire       |
| Marta Larraechea Bolívar | PDC   | 34.993 | 29,20 | Conseillère |
| Marisol Prado Villegas   | ILB   | 2.207  | 1,84  |             |
| Tomás Hirsch Goldschmidt | PH    | 2.067  | 1,72  |             |